# Tetramorium cristatum
Tetramorium cristatum är en myrart som beskrevs av Hermann Stitz 1910. Tetramorium cristatum ingår i släktet Tetramorium och familjen myror. Inga underarter finns listade i Catalogue of Life.